# Anadenobolus cinchonanus
Anadenobolus cinchonanus är en mångfotingart som först beskrevs av Chamberlin 1922.  Anadenobolus cinchonanus ingår i släktet Anadenobolus och familjen Rhinocricidae. Inga underarter finns listade i Catalogue of Life.